# Damón
En la mitología griega, Damón, Démonax o Demonacte era el jefe de los telquines, los nueve monstruos marinos, hijos de Ponto y Talasa, que tenían cabeza de perro y cola de serpiente o de pez.
Los telquines eran grandes metalúrgicos y conocidos démones, brujos capaces de matar con la mirada y que preparaban mortíferas pociones con agua del Estigia y azufre.
Damón fue el padre de varias ninfas cretenses, entre las que destaca Dexítea, una de las primeras mujeres del rey Minos. Estas ninfas lograron sobrevivir a la ira de Apolo y Zeus porque su madre, Macelo, había conseguido entretenerlos. Sin embargo, en la versión de Ovidio tanto Macelo como Dexítea (que aquí son hermanas) perecen a consecuencia de la impiedad de su padre.
Hay varias versiones sobre la muerte de los telquines. Unos los hacen perecer bajo las flechas de Apolo, ser convertidos en rocas por Zeus o ahogarse en la inundación que asoló la isla de Rodas, donde habitaban. Sin embargo la corriente mayoritaria afirma que sobrevivieron a la inundación y se expandieron por las islas del mar Egeo (fueron los primeros habitantes de Creta), difundiendo así las artes de la metalurgia.